# Jackie Walorski
Jacqueline R. "Jackie" Walorski, född 17 augusti 1963 i South Bend, Indiana, död 3 augusti 2022 nära Nappanee, Indiana, var en amerikansk politiker (republikan). Hon blev ledamot av USA:s representanthus 2013, där hon efterträdde Joe Donnelly, och innehade denna post fram till sin död 2022. Hon avled i en bilolycka.